# Helmut Wiesenthal

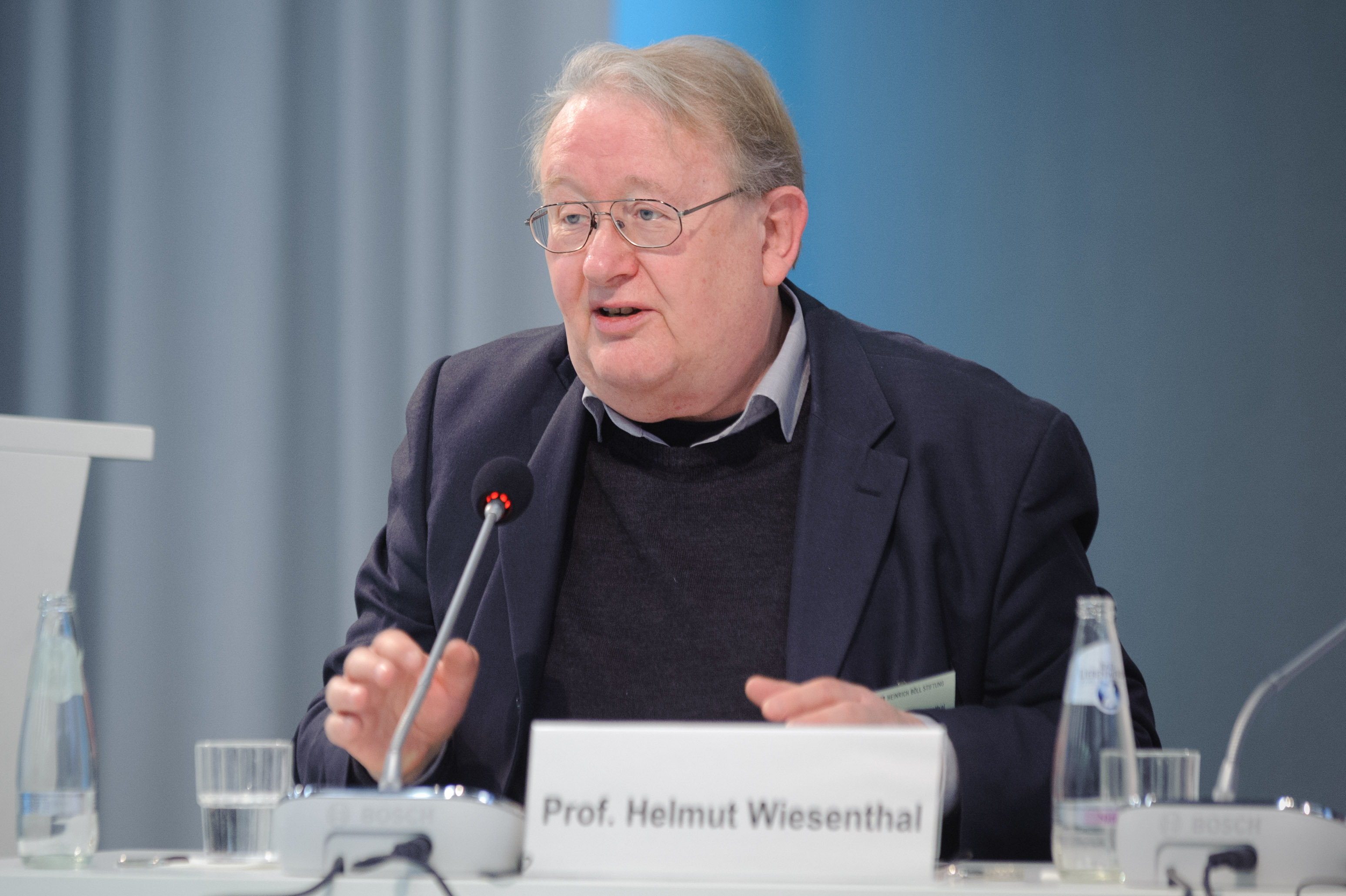
Helmut Wiesenthal (2012)

Helmut Wiesenthal (* 7. Februar 1938 in Meuselwitz, Thüringen) ist ein deutscher Soziologe und Politikwissenschaftler.

## Leben
Wiesenthal wurde 1938 in Meuselwitz geboren und lebte bis 1954 in Erfurt. Nach dem Abitur am Staatlichen Aufbaugymnasium in Unna 1959 studierte er drei Semester Wirtschaftswissenschaften an der Westfälischen Wilhelms-Universität in Münster. Es folgten verschiedene Tätigkeiten in der Metallindustrie, zuletzt als Geschäftsführer eines Kleinbetriebs in Castrop-Rauxel. Von 1974 bis 1979 belegte er ein Studium der Philosophie, Soziologie und Politikwissenschaft an der Universität Bielefeld und legte ein Soziologiediplom 1979 ab. Zwischen 1980 und 1983 sowie zwischen 1986 und 1988 war Wiesenthal wissenschaftlicher Mitarbeiter an der Fakultät für Soziologie der Universität Bielefeld. Dort promovierte er 1987 zum Dr. rer. soc. Sein Doktorvater war Claus Offe. Er war Mitglied des Bundesvorstands der Partei DIE GRÜNEN von 1986 bis 1987. 1992 erfolgte die Habilitation in politischer Wissenschaft an der Universität Hamburg. Von 1994 bis 2003 war er Professor für Politikwissenschaft am Institut für Sozialwissenschaften der Humboldt-Universität Berlin.
Wiesenthal arbeitete als Sozialforscher in Forschungsprojekten des Europäischen Zentrums für Wohlfahrtspolitik und Sozialforschung (Wien), des SoTech-Programms beim NRW-Ministerium für Arbeit, Gesundheit und Soziales, der Arbeitsgemeinschaft für Sozialforschung (AfS) e. V., Bielefeld und Bremen, sowie als Mitarbeiter des Max-Planck-Instituts für Gesellschaftsforschung, Köln, und des Zentrums für Sozialpolitik der Universität Bremen. Im Auftrag der Max-Planck-Gesellschaft leitete er die Forschungsgruppe Transformationsprozesse in den neuen Bundesländern an der Humboldt-Universität in Berlin (1992–1996), die den institutionellen Wandel in Ostdeutschland und den ex-sozialistischen Ländern analysierte. 1994 wurde Wiesenthal auf die Professur Systeme gesellschaftlicher Interessenvermittlung am Institut für Sozialwissenschaften der Humboldt-Universität Berlin berufen. Er befindet sich seit 2003 im Ruhestand.
Wiesenthal ist Mitglied der Deutschen Gesellschaft für Soziologie und gehörte bis 2021 der Grünen Akademie in der Heinrich-Böll-Stiftung an.

## Forschungsschwerpunkte
Zu Wiesenthals Forschungsschwerpunkten gehören kollektive Akteure, soziale Aspekte der Arbeit und der Arbeitsgesellschaft, Institutionen der Interessenvermittlung, Institutionenreformen, politische Steuerung volkswirtschaftlicher und sozialer Transformationsprozesse, Globalisierung und Zukunftsoptionen der Arbeitsmarkt- und Sozialpolitik.
Zu Wiesenthals Arbeiten siehe Jürgen Beyer und Petra Stykow: Steuerung gesellschaftlichen Wandels: Utopie oder Möglichkeit? In dies. (Hrsg.): Gesellschaft mit beschränkter Hoffnung. Reformfähigkeit und die Möglichkeit rationaler Politik. Wiesbaden, VS Verlag für Sozialwissenschaften (2004) sowie Günther Ortmann: Restitution der Rationalität. Helmut
Wiesenthals raffinierter Rationalismus, Soziologische Revue 2019; 42(4): 559–571.

## Schriften
- Die Konzertierte Aktion im Gesundheitswesen. Frankfurt/New York, Campus (1981).
- Strategie und Illusion. Frankfurt/New York, Campus (1987).
- Arbeit und Engagement im intermediären Bereich. Augsburg, Maro (1989), mit Adalbert Evers und Ilona Ostner.
- Unsicherheit und Multiple-Self-Identität. Köln, Max-Planck-Institut für Gesellschaftsforschung (1990).
- Sozialverträglichkeit und Systemrationalität. Pfaffenweiler, Centaurus (1989), mit Manfred Glagow und Helmut Willke (Hg.).
- Neue Technologien – verschenkte Gelegenheiten? Opladen, Westdeutscher Verlag (1991), mit Ulrike Berger und Volker H. Schmidt.
- Transformation sozialistischer Gesellschaften. Opladen Westdeutscher Verlag (1995), mit Hellmut Wollmann und Frank Bönker (Hrsg.).
- Realism in Green Politics. Manchester, Manchester University Press (1993).
- Einheit als Interessenpolitik. Frankfurt/New York, Campus (1995) (Hg.).
- Einheit als Privileg. Frankfurt/New York, Campus (1996) (Hrsg.).
- Einheit und Differenz. Berlin, Berliner Debatte Wissenschaftsverlag (1997), mit Jan Wielgohs (Hrsg.).
- The Grand Experiment. Boulder, CO, Westview Press (1997), mit Andreas Pickel.
- Die Transformation der DDR – Verfahren und Resultate. Gütersloh, Verlag Bertelsmann Stiftung (1999).
- Kontingenz und Krise. Frankfurt/New York, Campus (2000), mit Karl Hinrichs und Herbert Kitschelt (Hrsg.).
- Successful Transitions. Baden-Baden, Nomos (2001), mit Jürgen Beyer und Jan Wielgohs (Hrsg.).
- Gelegenheit und Entscheidung. Wiesbaden, Westdeutscher Verlag (2001) (Hrsg.).
- Gesellschaftssteuerung und gesellschaftliche Selbststeuerung. Wiesbaden, VS Verlag für Sozialwissenschaften (2006).
- Das soziale Europa. Berlin, Heinrich Böll-Stiftung (2008), mit Andrea Goymann.
- Wege in eine inklusive Arbeitsgesellschaft. Berlin, Heinrich Böll-Stiftung (2011), mit Ute Brümmer, Andrea Fischer, Frank Nullmeier, Dieter Rulff und Wolfgang Schroeder.
- Sicherheit und Fairness in der alternden Gesellschaft. Berlin, Heinrich Böll-Stiftung (2013), mit Andrea Fischer, Frank Nullmeier, Dieter Rulff, Wolfgang Schroeder und Peter Sellin.
- Rationalität und Organisation 1. Akteur- und Organisationstheorie. Wiesbaden, Springer VS (2018).
- Rationalität und Organisation 2. Transformationspfade. Wiesbaden, Springer VS (2019).